# Liste der FFH-Gebiete im Landkreis Altötting
Die Liste der FFH-Gebiete im Landkreis Altötting zeigt die FFH-Gebiete des oberbayerischen Landkreises Altötting in Bayern. Teilweise überschneiden sie sich mit bestehenden Natur-, Landschaftsschutz- und EU-Vogelschutzgebieten.
Im Landkreis befinden sich 6 und zum Teil mit anderen Landkreisen überlappende FFH-Gebiete.